# Otto Stöger
Otto Stöger (* 11. April 1833 in Wegscheid; † 27. Dezember 1900 in München) war ein deutscher Landschaftsmaler, Bühnenmaler und Humorist.

## Leben
Stöger nahm ein Studium der Chemie und Pharmakologie (Pharmakopöe) an der Universität München auf, wechselte aber in das Fach Malerei. Angeregt durch den badischen Landschaftsmaler August Erxleben (* 1822; † nach 1867), experimentierte auch er mit neuen Farbenpräparaten. Stöger unternahm eine Studienreise nach Italien und lebte seit 1845 in München. Er war Mitglied im Künstlerverein Jung-München und hielt sich 1869 bis 1871 in Rom auf, wo er Mitglied des Deutschen Künstlervereins war. Am 25. April 1870 war Stöger der letzte Präsident eines Cervarofestes. Er starb an einem Schlaganfall auf der Sendlinger Straße und hinterließ eine Ehefrau und zwei Kinder. Sein Nachlass, 60 Studien und kleine Bilder, wurde im März 1901 im Kunstverein München verkauft. Der Karikaturist E. von Heimburg fertigte eine kleine Reihe von lustigen Zeichnungen unter dem Titel Otto Stöger mit seiner Riesenmappe von ihm an. Theodor Pixis, der mit beiden befreundet war, schrieb über Stöger:

„Klein, äußerst beweglich, mit einem rötlich blonden Vollbart und einer Löwenmähne, mit lebhaften kleinen Augen hinter blitzenden Brillengläsern, so steht er noch lebhaft vor meinen Augen. Wie Wilhelm Busch, so wirkte auch er äußerst belebend auf das damalige Künstlerleben ein, jeder in seiner Weise. Während ersterer nie persönlich in den Vordergrund trat, stellte sich Stöger mit allem, was er zu bieten imstande war, jederzeit zur Disposition: durch lustige Beiträge in die Kneipzeitung, durch Erfindung von Ritter- und Schauerstücken, als Schauspieler, Sänger, Rezitator, Mimiker, Regisseur etc.“

Auch Hyacinth Holland lobte in seinem Nachruf das humoristische Wirken, das er insbesondere für Jung-München an den Tag legte:

„Überschäumend von Mutwille, Humor, Witz und Laune, wurde St[oeger] der Mittelpunkt dieses heitern Kreises. Seine absonderliche Begabung zur jokosen Geselligkeit, seine mimisch-dramatisch-musikalischen Zaubereien machten ihn rasch zum unentbehrlichen Maitre de plaisir, wo er als Clown auf den unmöglichsten Instrumenten oder als tragischer Dichter wahre Lachsalven erweckte und alle Hörer durch seine unverwüstliche Originalität außer Atem brachte.“

Bei seinen Auftritten wurde er oftmals von dem Komponisten Georg Kremplsetzer musikalisch begleitet.

## Werk
Als Humorist trat er vor Publikum auf und führte eigene „Ritterstücke und Schauerdramen“ auf. Zu diesen zählten, unter anderem das Stück Heinz von Höllenstein, das er  1865 beim großen Künstlerfest auf der Menterschwaige vor den Augen der Königin Marie und ihrer Hofdamen auf. Obwohl das Stück nicht für die „Blicke einer geliebten Königin“ konzipiert war. Eine andere gern gesehene Darbietung war seine Parodie auf Franz Liszt.
Seine Motive sind Einsiedeleien, Bärenhöhlen, eingefrorene Wasserfälle und verschneite Mühlenwerke, auch Gewitterstürme mit zerfetzten Wolkenmassen, Waldszenen oder Erinnerungen an eine Studienfahrt nach Italien, Szenen aus den pontinischen Sümpfen und der Campagna Romana, sowie Landschaften aus der Oberpfalz und dem Bayerischen Wald.
1877 wandte er sich nach dem Vorbild Christian Janks der Bühnenmalerei zu und lieferte das Szenenbild zu Lord Byrons Stück Manfred am Stadttheater zu Frankfurt am Main und erhielt Stöger ein unbefristetes Engagement am Nationaltheater München. Er war als Königlicher Hoftheatermaler tätig.
Für die Ausstattung von Herrenchiemsee und der Venusgrotte von Schloss Linderhof experimentierte er mit pyrotechnischen Landschaften für die Beleuchtungen. Für die „Blaue Grotte“ wünschte sich für König Ludwig, der Auftraggeber, ein unverfälschtes, originales Capri-Blau. Die zahllosen Experimente, die Otto Stöger zusammen mit dem Chemiker Max Edelmann in einem in der Grotte eingerichteten Labor durchführte, ergaben nicht das gewünschte Ergebnis. 1887, nach dem Tod Ludwigs II., baute er eine originalgetreue, plastische Panorama-Nachbildung der farbig beleuchteten Linderhofgrotte in der Münchener Theresienstraße, die besichtigt werden konnte.

## Werke (Auswahl)
- 1842: Landschaft mit Gewitter im Sturm. (Federzeichnung, Tusche)
- 1843: Partie in Rocca di Papa am Monte Cavo im Albano-Gebirge (4 Aquarelle)
- 1845: Ansicht des im Abbruche befindlichen Färbergrabens. (Bleistiftzeichnung)
- 1846: Arabeske mit Einsiedler, der das Lob Gottes und der Natur singt. (Lithographie)[6]
- Sturm am Starnberger See (Karton)
- Aus dem Labertal (Kupfer)
- Von der Würm
- Bei Brannenburg
- Aus der Oberpfalz und dem Bayerischen Walde
- als Herausgeber: Münchener Gesellschaftstheater. Franke und Haushalter, München 1896 (vierteilige Heftserie mit burlesken Einaktern aus dem oberbayerischen Volksleben).[7]